# 센세이션 (프로게이머)
센세이션(본명: 김동현, 1993년 3월 10일 ~ )은 대한민국의 전직 리그 오브 레전드 프로게이머이다. 현재는 프로게임단 지도자로 활동하고 있다. 선수 시절 아이디는 Sensation이었다. 포지션은 정글라이너였으며 현재 한화생명 e스포츠 아카데미팀의 코치를 맡고 있다.

## 선수 시절
2013년 10월, 진에어 그린윙스에 입단했다. 2014년 2월, 팀을 퇴단했다.

## 지도자 경력
2017년 5월, 타이완의 팀 예티의 코치로 선임되었다.
2018년 6월에는 VSG의 코치로 선임되었다.
2019년 12월, 러너웨이의 코치로 선임되었다. 하지만 팀이 챌린저스 승강전에서 탈락하자 팀을 떠나다.
2020년 3월, 친정팀인 진에어 그린윙스의 코치로 합류했다.
2021년 3월, 한화생명 e스포츠의 아카데미 코치로 합류했다.

## 수상 내역

### 지도자
- 제닉스 리그 오브 레전드 챌린저스 코리아 스프링 2019 준우승
- 리그 오브 레전드 챌린저스 코리아 서머 2020 준우승